# Концептуализм: здесь и там
Концептуализм: здесь и там — выставка концептуального искусства, проведённая в 2010 году в Ростове-на-Дону в рамках Первой Южно-российской биеннале современного искусства.

## О выставке
Кураторы — Сергей Сапожников, Игорь Введенский.
«Название настоящего проекта отсылает как к хорошо известным и широко обсуждаемым различиям и трансформациям западного („искусство после философии“) и московского концептуализма (скорее „искусства после литературы“), так и к гораздо менее известным и практически не репрезентируемым его разновидностям на юге России, в Эстонии, на Украине. С этим же связано различение и противопоставление, с одной стороны, и связанность и в чём-то — неразрывность, с другой стороны, в паре „центр — периферия“ или другими словами „столица — провинция“. При этом „провинциальность“ или „столичность“ определяются не только внешними (территориально-географическими) факторами, но и внутренними (социально-психологическими и философскими) установками. Помимо территориальных, в проекте исследуются и временные различия и трансформации концептуализма (от „пред-“ до „пост-“ или от исторического концептуализма до нового пост-концептуализма), его связи с минимализмом и нон-спектакуляризмом, с архитектурным проектированием или „бумажной архитектурой“, с поэзией или прозой, музыкой или театром, его роль в изменении значений и смыслов в триаде „идея — текст — произведение“, а также значимость в формировании концептуального пространства и концептуальных практик в современном искусстве в целом» — И. Введенский, из каталога Биеннале.

## Состав участников
Аксинин Александр, Альберт Юрий, Ануфриев Сергей, Булдаков Алексей, Винт Тынис, Галерея в Трёхпрудном переулке, Галкина Александра, Гороховский Эдуард, Группа «АВС», Группа «Коллективные действия», Группа «Гнездо» (Донской, Рошаль, Скерсис), Группа «ТОТАРТ» (Наталия Абалакова, Анатолий Жигалов), Группа «ХМЕЛИ-СУНЕЛИ» (Хмель, Суховеева, Луценко), Дурицкая Наталья, Жигалова Ева, Инфанте Франсиско, Кабаков Илья, Кисляков Александр, Курипко Алексей, Литвин Антон, Минаев Роман, Монастырский Андрей, Морозова Лиза, Преображенский Кирилл, Пригов Дмитрий Александрович, Ридный Николай, Сапожников Сергей, Сигутин Александр, Скерсис Виктор, Стадник Александр, Тер-Оганьян Давид, Шабельников Юрий (описание), Юликов Александр.

## Работы, отклонённые оргкомитетом
В начале апреля 2010 года проект Юрия Шабельникова «Без названия» (Спящий милиционер), специально подготовленный для выставки «Концептуализм: здесь и там» Первой Южно-российской биеннале, был отклонён оргкомитетом биеннале без каких-либо официальных комментариев. По настоянию кураторов на выставке было представлено описание проекта «Без названия». При этом работа Шабельникова «Мистерия-beef» (2000) из собрания ГЦСИ была одной из центральных в основном проекте биеннале «Сеанс связи».